# Aeroportul Thompson-Robbins
Aeroportul Thompson-Robbins (IATA: HEE, ICAO: KHEE, FAA LID: HEE) este un aeroport din Arkansas, Statele Unite ale Americii ce deservește zona Helena-West Helena⁠(d).
Situat la o altitudine de 74 m, aeroportul dispune de 2 piste.

## Infrastructură

### Piste
Aeroportul dispune de 2 piste. Pista 08/26 are suprafața de asfalt și dimensiunile 3.009 picioare × 60 picioare. Pista 17/35 are suprafața de asfalt și dimensiunile 4.996 picioare × 96 picioare. 